# Queso de Acehúche

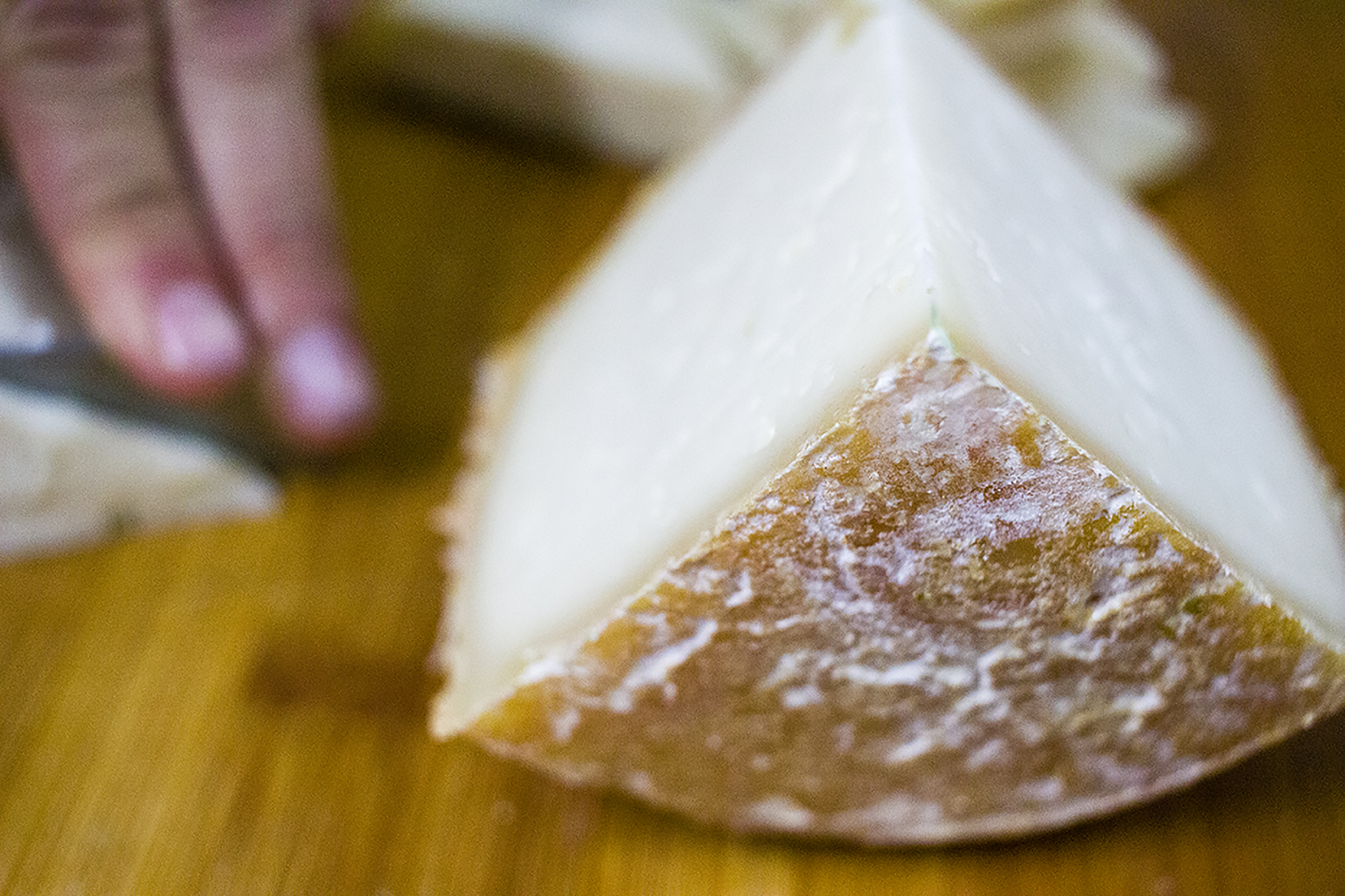

El queso de Acehúche es un queso español que se elabora en la zona de Cáceres (Extremadura) que queda cerca de Portugal. Es por ello que presenta cierto parecido con quesos del otro lado de la frontera, las quesaíllas y los quesos de Las Hurdes.
Es un queso artesano que se elabora con leche cruda de cabra. Se trata de un queso muy graso. El tamaño no llega al kilo de peso. La corteza es color marrón y algo rugosa. Se prensa en moldes de madera de castaño o de hojalata. La pasta se compacta a mano o, todo lo más, está prensada ligeramente. Su sabor es picante, aunque depende del tipo de cuajo utilizado en su elaboración: si es cuajo natural, resulta más picante; si es industrial, acaba siendo más bien ácido.